# 그리스: 라이즈 오브 핑크 레이더스
《그리스: 라이즈 오브 핑크 레이디스》(영어: Grease: Rise of the Pink Ladies)는 파라마운트+에서 2023년 4월부터 6월까지 방영된 미국의 뮤지컬, 로맨틱 코미디 드라마이다. 동명 뮤지컬을 원작으로 하며, 1978년 동명 영화와 그의 속편 《그리스 2》의 프리퀄 작품이다.